# Alfredo Anghileri
Alfredo Anghileri (Milano, 15 ottobre 1909 – Saragozza, 20 febbraio 1939) è stato un militare e aviatore italiano, decorato di Medaglia d'oro al valor militare alla memoria nel corso della guerra civile spagnola.

## Biografia
Nacque a Milano il 15 ottobre 1909. Dopo aver seguito il corso di pilotaggio presso la Scuola di Parma col grado di primo aviere scelto nell'ottobre 1932 venne trasferito alla Scuola caccia di Aviano e quindi alla Scuola di osservazione aerea di Grottaglie. Divenuto sottotenente a.a.r.n. di complemento dall'aprile 1933 fu assegnato in servizio al 19º Stormo Ricognizione Terrestre. Svolto il servizio di prima nomina fu trattenuto in servizio permanente effettivo e mobilitato per esigenze dell'Africa Orientale Italiana prendendo parte alle operazioni della guerra d'Etiopia del 1935-1936 in servizio con il 7º Stormo Bombardamento Terrestre. Rientrato in Italia decorato con una croce di guerra al valor militare, nel giugno 1938 fu assegnato all'Aviazione Legionaria partendo per combattere in Spagna. Promosso capitano per meriti di guerra perì per un incidente aereo sull'aeroporto di Valenzuela, Saragozza), il 20 gennaio 1939. Fu insignito della medaglia d'oro al valor militare alla memoria.

### Annotazioni
1. ↑  Quel giorno un Savoia-Marchetti S.M.81 ai comandi del colonnello Mario Ventrella a causa della nebbia alle 13:36 entrò in collisione in fase di decollo con un Breda Ba.65 con ai comandi il capitano Antonio Miotto, comandante della 65ª Squadriglia Caccia d’Assalto, e si schiantò al suolo incendiandosi. A bordo, oltre a Ventrella, vi erano il tenente colonnello Letterio Cannistraci, comandante del 25º Gruppo del 111º Stormo da Bombardamento Veloce “Sparvieri”, il tenente colonnello Francesco Imperi, comandante del 35º Gruppo del 111º Stormo, il tenente Alfredo Anghileri, della 285ª Squadriglia del 30º Gruppo, e il sergente maggiore motorista Marcello Ponticelli della 281ª Squadriglia del 30º Gruppo. Sopravvisse solo, gravemente ustionato, il primo aviere radiotelegrafista Carlo Ficcadenti.

### Fonti
1. 1 2 3 4  Combattenti Liberazione.
2. 1 2  Gruppo Medaglie d'Oro al Valor Militare 1965, p. 367.
3. 1 2 3  Ufficio Storico dell'Aeronautica Militare 1969, p. 64.
4. ↑  Medaglie d'oro al valor militare sul sito della Presidenza della Repubblica